# Broadland
Broadland es un distrito no metropolitano ubicado en el condado de Norfolk (Inglaterra). 

## Geografía
Según la Oficina Nacional de Estadística británica, Broadland tiene una superficie de 552,4 km². Limita con otros cinco distritos de Norfolk: al norte con North Norfolk, al este con Great Yarmouth, al sur con Norwich y South Norfolk, y al oeste con Breckland.

## Demografía
Según el censo de 2001, Broadland tenía 118 513 habitantes (48,75% varones, 51,25% mujeres) y una densidad de población de 214,54 hab/km². El 18,15% eran menores de 16 años, el 72,84% tenían entre 16 y 74, y el 9,01% eran mayores de 74. La media de edad era de 41,77 años. El 98,84% eran de raza blanca, el 0,45% mestizos, el 0,3% asiáticos, el 0,1% negros, y el 0,3% chinos o de otro grupo étnico. Reino Unido era el lugar de origen más común (96,73%), junto con Alemania (0,45%) e Irlanda (0,32%). El 35,67% de los habitantes estaban solteros, el 49,53% casados, el 1,48% separados, el 6,42% divorciados y el 6,89% viudos. 
La religión más profesada era el cristianismo, que reunía al 76,58% de la población de Broadland, seguida por el islamismo con un 0,18%, el budismo con un 0,16%, el hinduismo con un 0,12%, el judaísmo con un 0,08%, y el sijismo con un 0,04%. El 0,25% profesaban cualquier otra religión, mientras que un 14,9% no eran religiosos y un 7,68% no indicaron ninguna opción. 
La población económicamente activa se situó en 59 810 habitantes. De ellos, un 94,17% tenían empleo, un 2,84% (59,34% varones, 40,66% mujeres) estaban desempleados, y un 2,99% eran estudiantes a tiempo completo.
Había 50 009 hogares con residentes, de los cuales un 25,36% estaban habitados por una sola persona, un 6,67% por padres solteros con o sin hijos dependientes, un 66,67% por parejas (57,89% casadas, 8,78% sin casar) con o sin hijos dependientes, y un 1,3% por múltiples personas. Además, había 1085 hogares sin ocupar y 323 eran alojamientos vacacionales o segundas residencias. 

## Historia
El distrito fue creado por la Ley de Gobierno Local de 1972, que entró en vigor el 1 de abril de 1974, como una fusión del distrito rural de St. Faiths and Aylsham y parte de Blofield and Flegg.

## Gobierno
Broadland está compuesto por 65 parroquias civiles y el pueblo de Thorpe St. Andrew es su centro administrativo. El distrito está dividido en 27 circunscripciones electorales y en cada una de ellas se elige a un número determinado de concejales hasta un total de 47 que forman el Ayuntamiento de Broadland.